# Quốc hội Na Uy
Quốc hội Na Uy (tiếng Na Uy: Stortinget [ˈstûːʈɪŋə]; n.đ. 'Đại Hội đồng') là cơ quan lập pháp tối cao của Na Uy, được thành lập vào năm 1814 theo Hiến pháp Na Uy. Quốc hội gồm một viện với 169 đại biểu Quốc hội (stortingsrepresentant) được bầu ra tại 19 khu vực bầu cử nhiều ghế theo hệ thống đại diện tỷ lệ liên danh đảng. Nhiệm kỳ của mỗi khóa Quốc hội là bốn năm. Trụ sở Quốc hội ở Oslo.
Chủ tịch Quốc hội là người đứng đầu Quốc hội Na Uy. Từ năm 2009, Quốc hội thành lập một đoàn chủ tịch gồm chủ tịch Quốc hội và năm phó chủ tịch. Quốc hội có 12 ủy ban thường trực, bốn ủy ban thủ tục và năm cơ quan giám sát trực thuộc Quốc hội.
Quốc hội Na Uy được thành lập vào năm 1814. Từ năm 1814 đến năm 2009, Quốc hội được tổ chức theo chế độ lưỡng viện có điều kiện, trong đó các nghị sĩ được chia thành hai viện sau mỗi cuộc bầu cử Quốc hội. Sửa đổi hiến pháp năm 2007 bãi bỏ chế độ lưỡng viện và Quốc hội được cải tổ thành đơn viện sau cuộc bầu cử Quốc hội năm 2009.

## Lịch sử
Nhà Quốc hội Na Uy được khánh thành vào năm 1866.

### Chiến tranh thế giới thứ hai
Ngày 27 tháng 6 năm 1940, Đoàn Chủ tịch Quốc hội gửi thư đến Quốc vương Haakon VII đề nghị ông thoái vị.
Tháng 9 năm 1940, Quốc hội được triệu tập tại Oslo và biểu quyết thông qua thỏa thuận hợp tác giữa Quốc hội và chính quyền xâm lược Đức do Đoàn Chủ tịch Quốc hội đàm phán với 92 phiếu thuận, 53 phiếu chống. Tuy nhiên, việc thực hiện thỏa thuận hợp tác bị Adolf Hitler tạm ngừng.

### Chế độ lưỡng viện có điều kiện
Từ năm 1814 đến năm 2009, Quốc hội được tổ chức theo chế độ lưỡng viện có điều kiện. Sau cuộc bầu cử, Quốc hội bầu một phần tư số nghị sĩ để thành lập Thượng viện, với ba phần tư số nghị sĩ còn lại thành lập Hạ viện. Quốc hội cũng được tổ chức thành hai viện khi tiến hành thủ tục luận tội. Tuy ban đầu các nhà lập hiến dự tính Quốc hội bầu các nghị sĩ cấp cao và có nhiều kinh nghiệm vào Thượng viện nhưng về sau thành phần Thượng viện bám sát thành phần Hạ viện và việc thông qua dự luật ở Thượng viện chủ yếu chỉ mang tính hình thức.

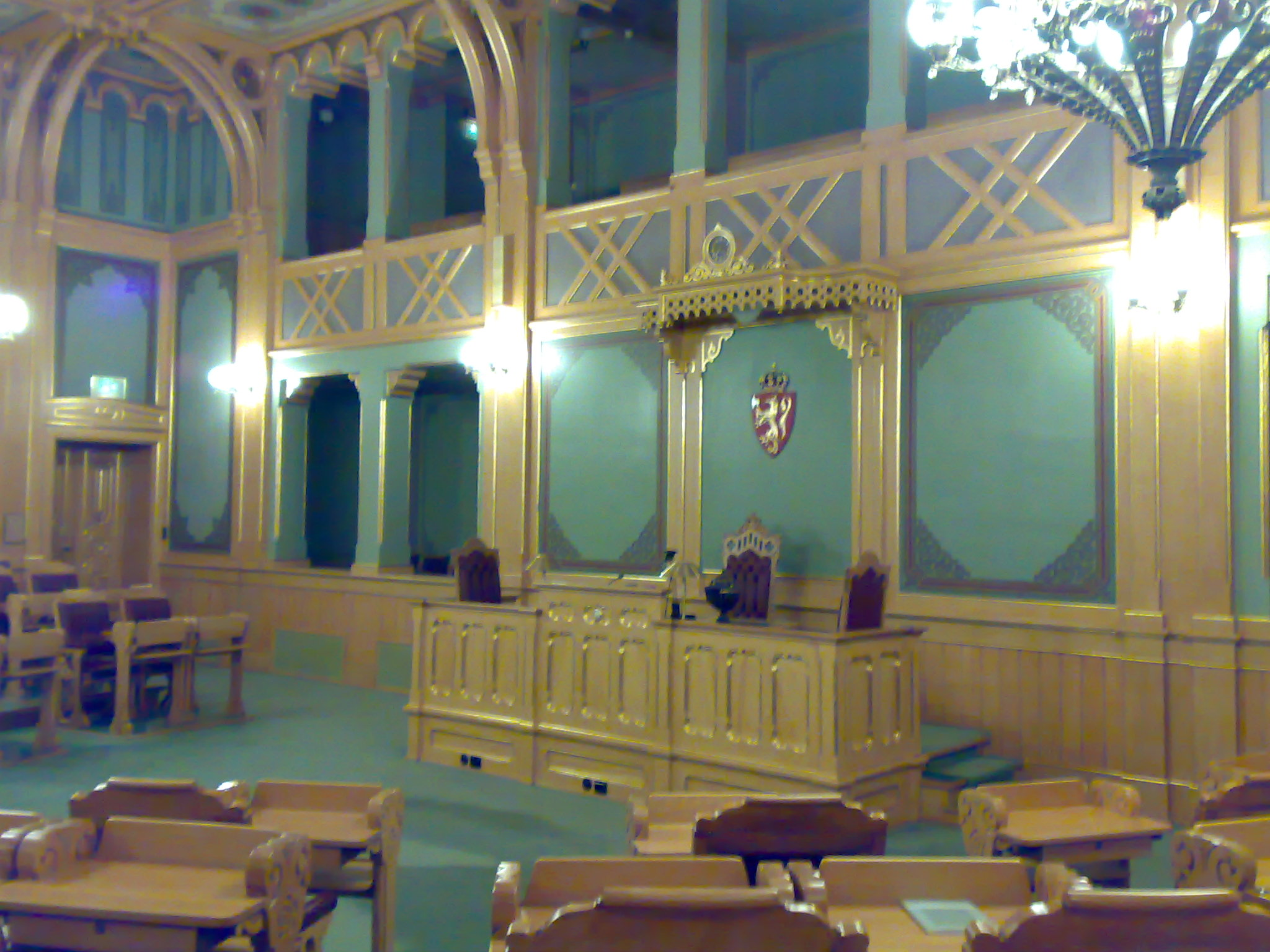
Hội trường Thượng viện cũ.

Thượng nghị sĩ không có quyền trình dự luật trước Quốc hội. Theo quy trình lập pháp cũ, một ủy ban thường trực gồm các hạ nghị sĩ và thượng nghị sĩ thẩm tra dự luật và có thể tổ chức các phiên điều trần. Dự luật được Hạ viện thông qua được gửi đến Thượng viện xem xét hoặc sửa đổi. Hầu hết các dự luật đều được Thượng viện thông qua mà không sửa đổi và được đệ trình lên quốc vương ngự phê. Trong trường hợp Thượng viện sửa đổi dự luật thì dự luật được gửi trả về Hạ viện xem xét. Nếu Hạ viện chấp thuận sửa đổi của Thượng viện thì dự luật được đệ trình lên quốc vương ngự phê. Nếu Hạ viện bác bỏ sửa đổi của Thượng viện thì dự luật được gửi đến Thượng viện xem xét lại. Trong trường hợp Thượng viện vẫn không đồng ý với Hạ viện thì dự luật được trình trước phiên họp toàn thể của Quốc hội. Dự luật phải được ít nhất hai phần ba số nghị sĩ biểu quyết tán thành. Mỗi lần một viện biểu quyết về một dự luật phải cách nhau ba ngày.
Ngày 20 tháng 2 năm 2007, Quốc hội thông qua sửa đổi hiến pháp bãi bỏ chế độ lưỡng viện với  159 phiếu thuận, 1 phiếu chống. Quốc hội được tổ chức thành đơn viện sau cuộc bầu cử Quốc hội năm 2009.

## Quy trình

### Lập pháp

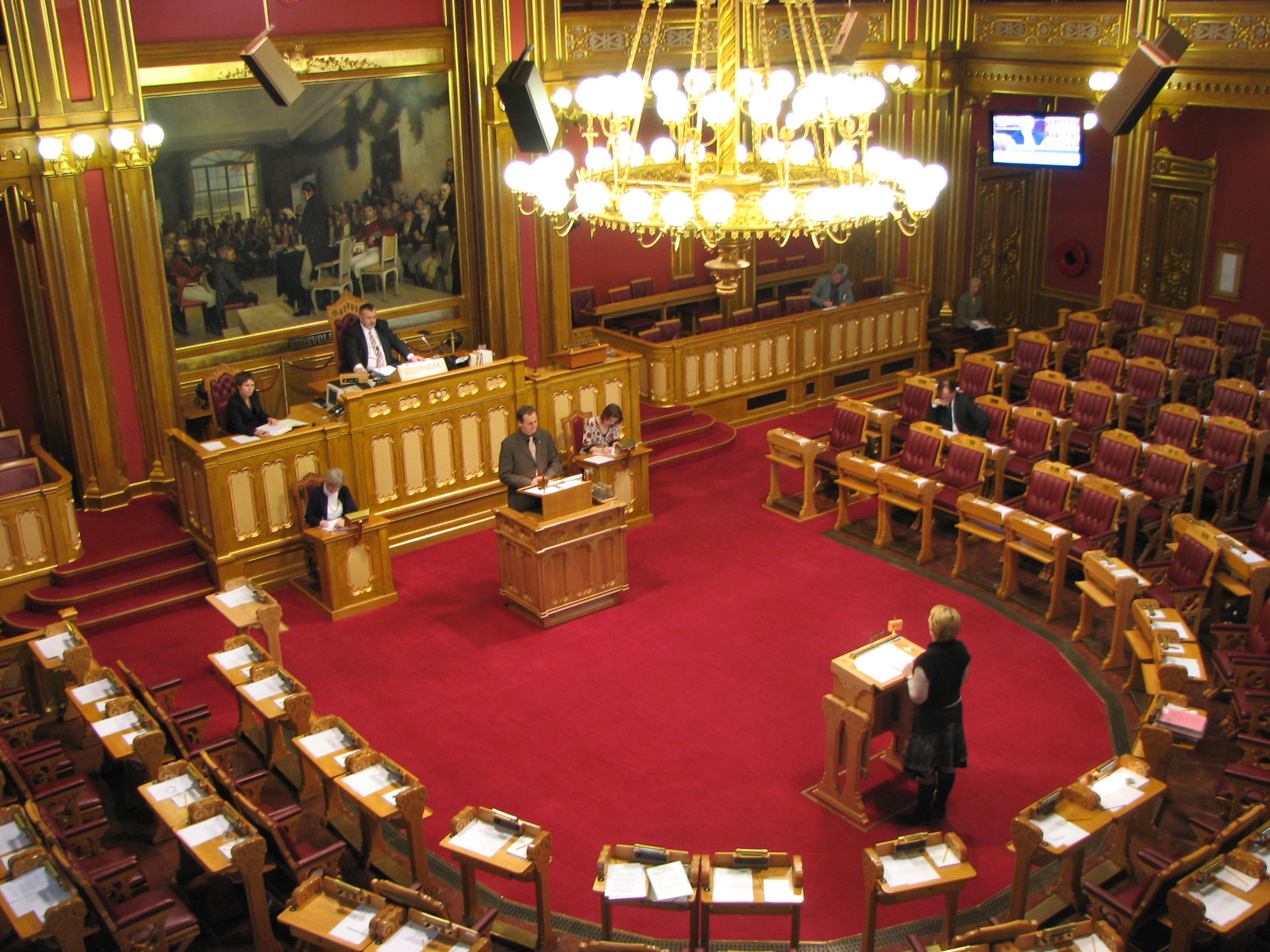
Phiên chất vấn (spørretimen) tại hội trường Tòa nhà Quốc hội Na Uy

Quy trình lập pháp tại Quốc hội gồm năm giai đoạn. Đầu tiên, dự luật được một thành viên chính phủ hoặc nghị sĩ trình trước Quốc hội. Dự luật được đến một ủy ban thường trực có liên quan thẩm tra. Tại lần đọc đầu tiên, Quốc hội thảo luận về khuyến nghị của ủy ban thường trực và biểu quyết về dự luật. Lần đọc thứ hai diễn ra sớm nhất là ba ngày sau lần đọc đầu tiên. Tại lần đọc thứ hai, Quốc hội thảo luận lại về dự luật và biểu quyết về dự luật. Nếu được thông qua thì dự luật được đệ trình lên Hội đồng Nhà nước xem xét đề nghị quốc vương ngự phê. Quốc hội có thể tổ chức lần đọc thứ ba sớm nhất là ba ngày sau lần đọc thứ hai và có thể thông qua các kiến nghị sửa đổi từ lần đọc thứ hai hoặc bác bỏ dự luật.

### Ngự phê
Dự luật của Quốc hội phải được quốc vương ký và thủ tướng tiếp ký để trở thành luật. Luật có hiệu lực kể từ ngày được nêu trong luật hoặc do chính phủ quyết định.
Điều 77–79 Hiến pháp Na Uy quy định quốc vương Na Uy có quyền từ chối ngự phê dự luật được Quốc hội thông qua. Chưa quốc vương Na Uy nào thực hiện quyền phủ quyết này kể từ khi Vương quốc Liên hiệp Thụy Điển và Na Uy giải thể vào năm 1905 (trước đó các quốc vương Thụy Điển thực hiện quyền phủ quyết này khi Na Uy thuộc Thụy Điển). Quốc hội có thể bác bỏ quyền phủ quyết của quốc vương nếu dự luật được thông qua tại kỳ họp tiếp theo sau cuộc bầu cử Quốc hội và dự luật trở thành luật mà không cần phải được quốc vương ngự phê.

## Tổ chức

### Đoàn chủ tịch
Từ năm 2009, Quốc hội thành lập đoàn chủ tịch gồm chủ tịch Quốc hội và năm phó chủ tịch. Trước đó, chỉ có chủ tịch Quốc hội.
| Vị trí                | Người giữ chức    | Đảng                |
| --------------------- | ----------------- | ------------------- |
| Chủ tịch              | Masud Gharahkhani | Công Đảng           |
| Phó Chủ tịch thứ nhất | Svein Harberg     | Đảng Bảo thủ        |
| Phó Chủ tịch thứ hai  | Nils T. Bjørke    | Đảng Trung gian     |
| Phó Chủ tịch thứ ba   | Morten Wold       | Đảng Tiến bộ        |
| Phó Chủ tịch thứ tư   | Kari Henriksen    | Công Đảng           |
| Phó Chủ tịch thứ năm  | Ingrid Fiskaa     | Đảng Cánh tả Xã hội |

### Ủy ban thường trực
Quốc hội có 12 ủy ban thường trực gồm những thành viên Quốc hội, trong đó 11 ủy ban phụ trách các lĩnh vực cụ thể, ngoài ra có Ủy ban Giám sát và Hiến pháp. Ủy ban thường trực của Quốc hội phụ trách lĩnh vực của ít nhất một bộ trưởng.
| Ủy ban                                    | Chủ nhiệm             | Đảng                   |
| ----------------------------------------- | --------------------- | ---------------------- |
| Doanh nghiệp và Công nghiệp               | Geir Pollestad        | Đảng Trung gian        |
| Giáo dục, Nghiên cứu và Giáo hội          | Roy Steffensen        | Đảng Tiến bộ           |
| Năng lượng và Môi trường                  | Ketil Kjenseth        | Đảng Tự do             |
| Gia đình và Văn hóa                       | Kristin Ørmen Johnsen | Đảng Bảo thủ           |
| Tài chính và Kinh tế                      | Mudassar Kapur        | Đảng Bảo thủ           |
| Đối ngoại và Quốc phòng                   | Anniken Huitfeldt     | Công Đảng              |
| Y tế                                      | Geir Jørgen Bekkevold | Đảng Dân chủ Kitô giáo |
| Tư pháp                                   | Lene Vågslid          | Công Đảng              |
| Lao động và Xã hội                        | Erlend Wiborg         | Đảng Tiến bộ           |
| Chính quyền địa phương và Hành chính công | Karin Andersen        | Đảng Cánh tả Xã hội    |
| Giám sát và Hiến pháp                     | Dag Terje Andersen    | Công Đảng              |
| Giao thông vận tải và Truyền thông        | Helge Orten           | Đảng Bảo thủ           |

### Cơ quan giám sát của Quốc hội
Quốc hội có năm cơ quan giám sát chính phủ. Văn phòng Tổng Kiểm toán là cơ quan kiểm toán của Quốc hội, có nhiệm vụ giám sát hoạt động tài chính của chính phủ và kiểm toán việc sử dụng tài chính công. Thanh tra Quốc hội là cơ quan thanh tra của Quốc hội, có nhiệm vụ bảo vệ quyền lợi của công dân và bảo đảm việc chấp hành pháp luật của cơ quan nhà nước. Ủy ban Thanh tra Lực lượng Vũ trang là cơ quan thanh tra quân đội, có nhiệm vụ bảo vệ quyền lợi của quân nhân đã và đang phục vụ trong Lực lượng Vũ trang Na Uy. Ủy ban Giám sát tình báo có nhiệm vụ giám sát ngành cảnh sát, quốc phòng và tình báo quân đội, gồm bảy ủy viên do Quốc hội bổ nhiệm. Cơ quan Nhân quyền quốc gia Na Uy có nhiệm vụ bảo vệ quyền con người ở Na Uy và báo cáo công tác trước Quốc hội mỗi năm.

## Bầu cử

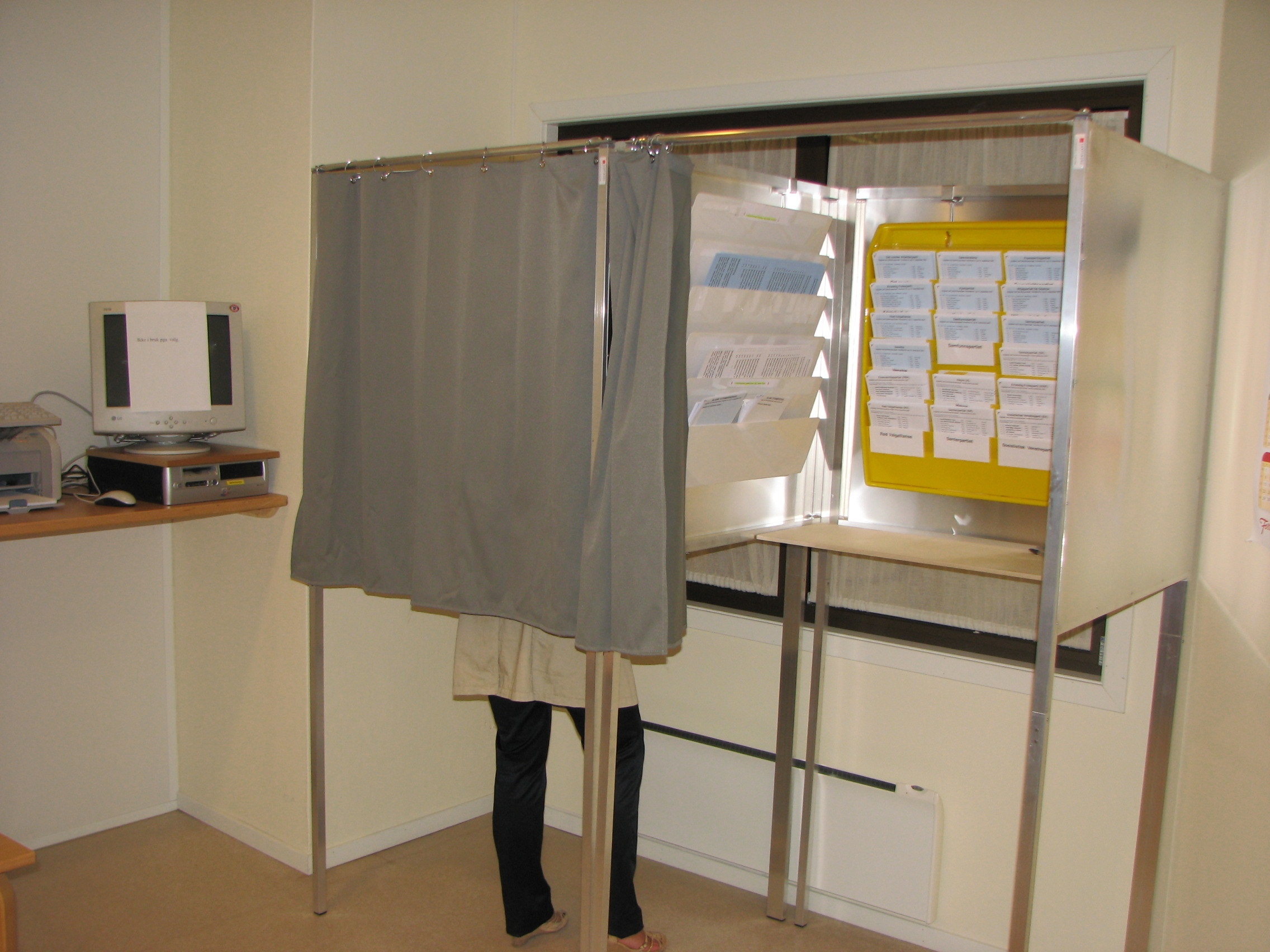
Khu vực bỏ phiếu trong cuộc bầu cử địa phương và hạt ở Na Uy, năm 2007

Bầu cử Quốc hội được tổ chức theo hệ thống đầu phiếu đại diện tỷ lệ theo danh sách đảng trong các khu vực bầu cử nhiều thành viên. Na Uy có 19 khu vực bầu cử tương đương với với 19 hạt cũ của Na Uy tuy việc sáp nhập các hạt đã làm giảm số lượng hạt xuống còn 11. Cử tri không bỏ phiếu cho từng ứng cử viên mà bỏ phiếu cho danh sách các ứng cử viên của các đảng. Người đứng đầu danh sách sẽ trúng cử vào Quốc hội trừ phi cử tri thay đổi thứ tự trong danh sách. Các đảng có thể đề cử ứng cử viên ở ngoài khu vực bầu cử của mình và thậm chí cả công dân Na Uy hiện đang sống ở nước ngoài.

## Thành phần các khóa Quốc hội Na Uy từ năm 1921
|  | Đảng Cộng sản Na Uy | R/RV | Đảng Cánh tả Xã hội | SV | FfF | Công Đảng | Đảng Lao động Dân chủ Xã hội | Đảng Xanh | Đảng Xã hội | B/Sp | Đảng Nhân dân Tự do | Đảng Nhân dân Cấp tiến | PF | Đảng Tự do | Đảng Dân chủ Kitô giáo | Đảng Bảo thủ | FV | Đảng Tiến bộ | TVF | KP |

| 29 | 8 | 17 | 2 | 37 | 42 | 15 |

| 6 | 24 | 8 | 22 | 2 | 34 | 43 | 11 |

| 3 | 59 | 26 | 1 | 30 | 29 | 2 |

| 47 | 25 | 1 | 33 | 39 | 5 |

| 69 | 1 | 23 | 1 | 24 | 1 | 30 | 1 |

| 70 | 1 | 18 | 23 | 2 | 36 |

| 11 | 76 | 10 | 20 | 8 | 25 |

| 85 | 12 | 21 | 9 | 23 |

| 3 | 77 | 14 | 15 | 14 | 27 |

| 1 | 78 | 15 | 15 | 12 | 29 |

| 2 | 74 | 16 | 14 | 15 | 29 |

| 2 | 68 | 18 | 18 | 13 | 31 |

| 74 | 20 | 13 | 14 | 29 |

| 16 | 62 | 21 | 1 | 2 | 20 | 29 | 4 |

| 2 | 76 | 12 | 2 | 22 | 41 |

| 4 | 66 | 11 | 2 | 15 | 53 | 4 |

| 6 | 71 | 12 | 16 | 50 | 2 |

| 17 | 1 | 63 | 11 | 14 | 37 | 22 |

| 1 | 13 | 67 | 32 | 1 | 13 | 28 | 10 |

| 9 | 65 | 11 | 6 | 25 | 23 | 25 | 1 |

| 23 | 43 | 10 | 2 | 22 | 38 | 26 | 1 |

| 15 | 61 | 11 | 10 | 11 | 23 | 38 |

| 11 | 64 | 11 | 2 | 10 | 30 | 41 |

| 7 | 55 | 10 | 1 | 9 | 10 | 48 | 29 |

| 1 | 11 | 49 | 1 | 19 | 8 | 8 | 45 | 27 |

| 8 | 13 | 48 | 3 | 28 | 1 | 8 | 3 | 36 | 21 |

## Thành phần
Quốc hội gồm 169 đại biểu Quốc hội. Trong trường hợp một đại biểu Quốc hội không làm việc được thì một đại biểu dự khuyết sẽ thay thế thành viên đó. Đại biểu Quốc hội dự khuyết là ứng cử viên của cùng một đảng được liệt kê trên danh sách ngay sau ứng cử viên trúng cử vào Quốc hội trong cuộc bầu cử trước.

## Trụ sở

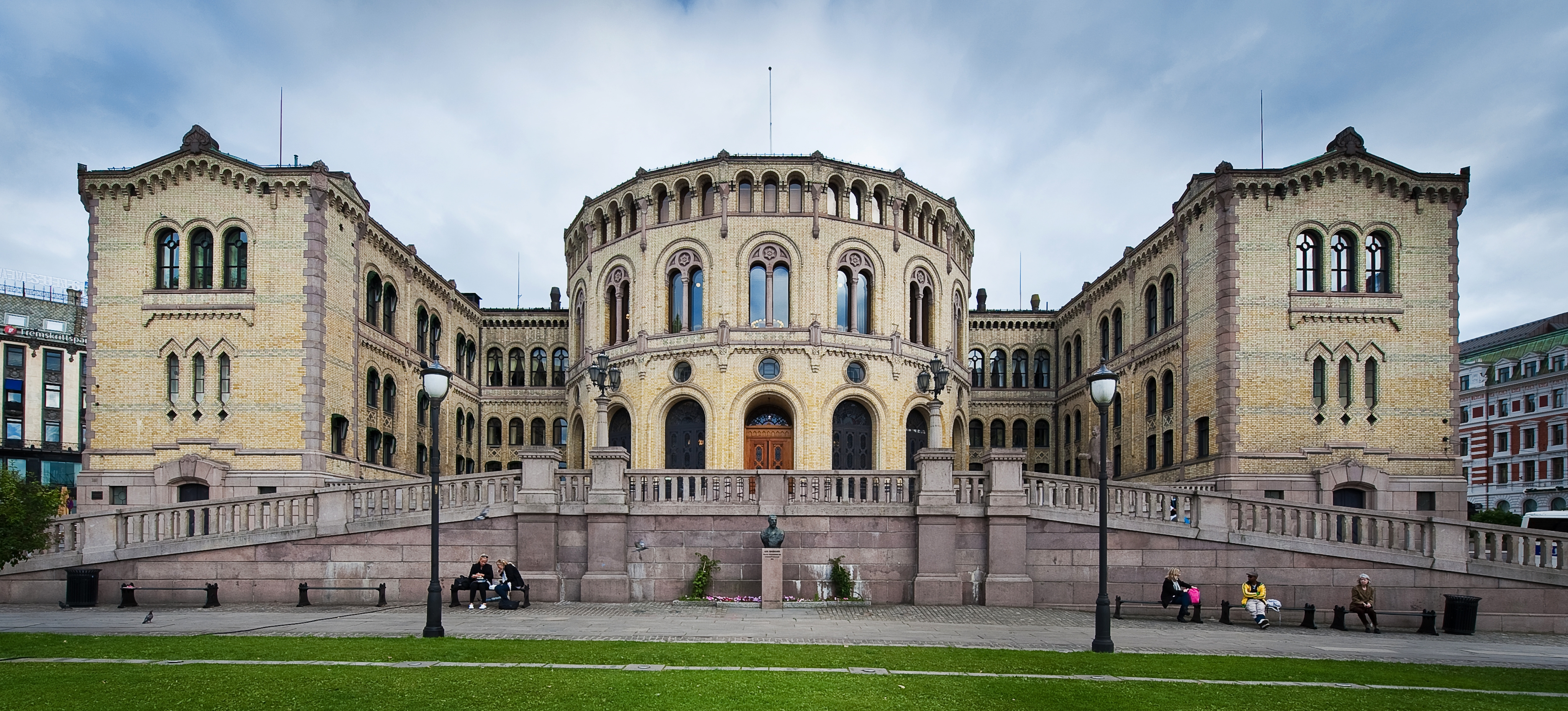
Trụ sở Quốc hội Na Uy

Từ ngày 5 tháng 3 năm 1866, Quốc hội họp tại Nhà Quốc hội tại Oslo. Tòa nhà được kiến trúc sư người Thụy Điển Emil Victor Langlet thiết kế và được xây bằng gạch vàng với các nét trang trí và đế bằng đá granit xám nhạt. Thiết kế của Nhà Quốc hội lấy cảm hứng từ phong cách kiến trúc Pháp và Ý. Quốc hội đặt các văn phòng và phòng họp tại những tòa nhà gần đó vì Nhà Quốc hội không đủ diện tịch để chứa toàn bộ biên chế của Quốc hội. Những tòa nhà xung quanh cũng là nơi làm việc của nhân viên Quốc hội và các đại biểu Quốc hội.